# Vacuité
 (septembre 2023).
Motif : La page actuelle est une simple liste de sens du mot "vacuité" en français, ce qui n'a rien d'un article encyclopédique.

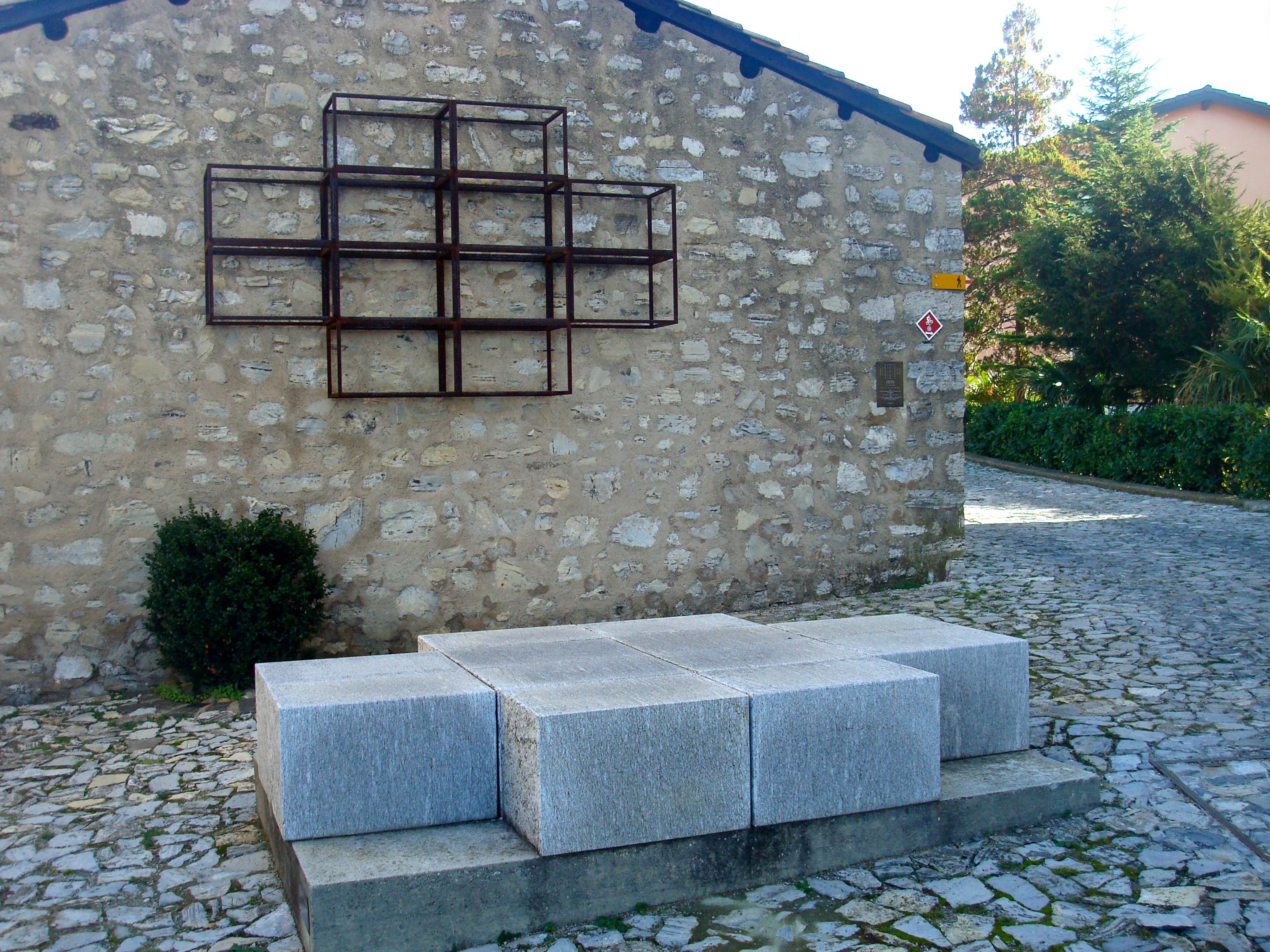
Une représentation de la vacuité par Gianfredo Camesi à Bré, Lugano, Tessin, Suisse.

Le terme vacuité a plusieurs significations :
- Tout d'abord, de façon générique, la vacuité est l'état de ce qui est vide[1].
- Dans le domaine de la philosophie et de la littérature, la vacuité est aussi le vide intellectuel ou l'absence de valeur ; on parlera ainsi de la vacuité d'une existence[1].
- D'autre part, ce concept a une acception plus spécifique dans le bouddhisme : la śūnyatā, « vacuité ultime des réalités intrinsèques[2] ».